# Браян Сарагоса
Бра́ян Сараго́са Марті́нес (ісп. Bryan Zaragoza Martínez; нар. 9 вересня 2001, Малага) — іспанський футболіст, вінгер/півзахисник німецького клубу «Баварія» і збірної Іспанії. На правах оренди виступає за «Сельту».

## Клубна кар'єра

### «Гранада»
Почав займатися футболом в юнацькій команді «Конехіто» (Малага), а 2019 року приєднався до академії «Гранади». 29 травня 2020 року продовжив контракт з «Гранадою» до 2022 року, а у 21 вересня відправився в оренду в клуб «Ель-Ехідо» з Сегунди Дивізіону Б.
У липні 2021 року повернувшись з оренди, був переведений до резервної команди у Сегунду Дивізіон RFEF. 30 листопада 2021 року дебютував за основний склад «Гранади», вийшовши на заміну Антоніо Пуертасу в матчі першого раунду Кубка Іспанії проти «Лагуни». 14 січня 2022 року продовжив контракт з клубом до 2024 року.
12 вересня 2022 року вперше зіграв у Сегунді в поєдинку проти «Ейбара», замінивши Мирто Узуні. 18 листопада 2022 року забив свій перший гол у професіональній кар'єрі в матчі з «Альбасете».
14 серпня 2023 року дебютував в Ла-Лізі, вийшовши на заміну Саму Омородіону в поєдинку проти «Атлетіко» (Мадрид). У матчі проти «Мальорки», 26 серпня, відзначився першим голом у Ла-Лізі. Усього в сезоні 2022–23 провів за «Гранаду» 36 матчів і забив 5 голів, у підсумку допомігши команді виграти Сегунду і здобути підвищення. 29 травня 2023 року продовжив контракт з клубом до 2027 року, а також був переведений до основної команди.
8 жовтня 2023 року у матчі Ла-Ліги проти «Барселони» зробив дубль, а його другий м'яч, забитий після передачі Жерара Гумбау на 30-й хвилині, здобув нагороду найкращої гри місяця Ла-Ліги. За підсумками жовтня 2023 року був визнаний гравцем місяця в Ла-Лізі до 23 років.

### «Баварія»
6 грудня 2023 року було оголошено про перехід гравця до «Баварії» з початку сезону 2024–25, а контракт буде розрахований до 30 червня 2029 року. Сума трансферу становитиме близько 15 млн євро. 1 лютого 2024 року перейшов у «Баварію» на правах оренди до кінця сезону 2023–24. По завершенні сезону оренда закінчиться, і набуде чинності контракт, про який було оголошено раніше. 18 лютого дебютував за нову команду в поєдинку Бундесліги проти «Бохума», вийшовши на заміну Йозуа Кімміху.

#### Оренда в «Осасуну»
9 серпня 2024 року на правах оренди перейшов в іспанську «Осасуну» до кінця сезону. 17 серпня дебютував за «Осасуну» в матчі Ла-Ліги проти «Леганеса», вийшовши на заміну Мої Гомесу. 28 вересня в поєдинку Ла-Ліги проти «Барселони» забив свій перший гол за «Осасуну», відзначившись також і результативною передачею. Всього за час оренди провів 28 матчів, відзначившись одним голом.
30 липня 2025 року відправився в сезонну оренду в «Сельту».

## Кар'єра в збірній
8 жовтня 2023 року вперше викликаний до збірної Іспанії головним тренером Луїсом де ла Фуенте для участі у матчах відбіркового турніру до чемпіонату Європи 2024 проти збірних Шотландії і Норвегії. Став першим з 1974 року представником «Гранади», викликаним до національної команди. Дебютував за збірну Іспанії 12 жовтня у матчі з Шотландією, вийшовши на заміну Мікелю Оярсабалю. 
18 листопада 2024 року в поєдинку проти збірної Швейцарії забив свій перший гол за збірну Іспанії, реалізувавши пенальті.

## Статистика виступів

### Клубна статистика
Станом на 24 травня 2025
| Клуб              | Сезон             | Чемпіонат             | Чемпіонат | Чемпіонат | Кубок | Кубок | Єврокубки | Єврокубки | Всього | Всього |
| Клуб              | Сезон             | Дивізіон              | Матчі     | Голи      | Матчі | Голи  | Матчі     | Голи      | Матчі  | Голи   |
| ----------------- | ----------------- | --------------------- | --------- | --------- | ----- | ----- | --------- | --------- | ------ | ------ |
| → Ель-Ехідо       | 2020–21           | Сегунда Дивізіон Б    | 15        | 1         | 0     | 0     | —         | —         | 15     | 1      |
| Гранада Б         | 2021–22           | Сегунда Дивізіон RFEF | 33        | 7         | —     | —     | —         | —         | 33     | 7      |
| Гранада           | 2021–22           | Ла-Ліга               | 0         | 0         | 1     | 0     | —         | —         | 1      | 0      |
| Гранада           | 2022–23           | Сегунда Дивізіон      | 34        | 5         | 2     | 0     | —         | —         | 36     | 5      |
| Гранада           | 2023–24           | Ла-Ліга               | 21        | 6         | 0     | 0     | —         | —         | 21     | 6      |
| Гранада           | Всього            | Всього                | 55        | 11        | 3     | 0     | 0         | 0         | 58     | 11     |
| → Баварія         | 2023–24           | Бундесліга            | 7         | 0         | 0     | 0     | 0         | 0         | 7      | 0      |
| → Осасуна         | 2024–25           | Ла-Ліга               | 27        | 1         | 1     | 0     | 0         | 0         | 28     | 1      |
| → Сельта          | 2025–26           | Ла-Ліга               | 0         | 0         | 0     | 0     | 0         | 0         | 0      | 0      |
| Всього за кар'єру | Всього за кар'єру | Всього за кар'єру     | 137       | 20        | 4     | 0     | 0         | 0         | 141    | 20     |

### Міжнародна статистика
Станом на 18 листопада 2024 
| Збірна            | Сезон             | Товариські | Товариські | Офіційні | Офіційні | Всього | Всього |
| Збірна            | Сезон             | Матчі      | Голи       | Матчі    | Голи     | Матчі  | Голи   |
| ----------------- | ----------------- | ---------- | ---------- | -------- | -------- | ------ | ------ |
| Іспанія           |                   |            |            |          |          |        |        |
| 2023              | 0                 | 0          | 1          | 0        | 1        | 0      |        |
| 2024              | 0                 | 0          | 2          | 1        | 2        | 1      |        |
| Всього за кар'єру | Всього за кар'єру | 0          | 0          | 3        | 1        | 3      | 1      |

### Матчі за збірну
Станом на 18 листопада 2024 
| Матчі Браяна Сарагоси за збірну Іспанії | Матчі Браяна Сарагоси за збірну Іспанії | Матчі Браяна Сарагоси за збірну Іспанії | Матчі Браяна Сарагоси за збірну Іспанії | Матчі Браяна Сарагоси за збірну Іспанії | Матчі Браяна Сарагоси за збірну Іспанії | Матчі Браяна Сарагоси за збірну Іспанії | Матчі Браяна Сарагоси за збірну Іспанії |
| №                                       | Дата                                    | Суперник                                | Рахунок                                 | Голи                                    | Картки                                  | Хвилини                                 | Змагання                                |
| --------------------------------------- | --------------------------------------- | --------------------------------------- | --------------------------------------- | --------------------------------------- | --------------------------------------- | --------------------------------------- | --------------------------------------- |
| 1                                       | 12 жовтня 2023                          | Шотландія                               | 2–0                                     |                                         |                                         | 45'                                     | Відбіркові матчі ЧЄ-2024                |
| 2                                       | 15 жовтня 2024                          | Сербія                                  | 3–0                                     |                                         |                                         | 12'                                     | Ліга націй УЄФА 2024–25 (A)             |
| 3                                       | 18 листопада 2024                       | Швейцарія                               | 3–2                                     | 1                                       | 84'                                     | 21'                                     | Ліга націй УЄФА 2024–25 (A)             |

Всього: 3 матчі / 1 гол; 3 перемоги, 0 нічиїх, 0 поразок.

## Досягнення
«Гранада»
- Переможець Сегунда Дивізіону: 2022–23

Особисті досягнення
- Гравець місяця Ла-Ліги (до 23 років): жовтень 2023
- Гра місяця Ла-Ліги: жовтень 2023 (з Жераром Гумбау)